# Nucleosídeo trifosfato
Um nucleosídeo trifosfato, ou trifosfato de nucleosídeo, é uma molécula contendo uma base nitrogenada ligado a um açúcar de 5 carbonos (ribose ou desoxirribose), com três grupos fosfato ligados ao açúcar. É um exemplo de um nucleotídeo. Eles são os precursores moleculares de ambos DNA e RNA, que são cadeias de nucleotídeos feitas através dos processos de  replicação do DNA e transcrição.  Nucleosídeos trifosfatos também servem como fonte de energia para reações celulares e estão envolvidos em vias de sinalização.
Nucleosídeos trifosfatos não podem ser bem absorvidos, então eles são tipicamente sintetizados dentro da célula.  As vias de síntese diferem dependendo do específico nucleosídeo trifosfato sendo feito, mas dados os muitos papéis importantes dos trifosfatos de nucleosídeos, a síntese é fortemente regulada em todos os casos. Análogos de nucleosídeo também pode ser usados para tratar infecções virais. Por exemplo, azidotimidina (AZT) é um análogo de nucleosídeo usado para prevenir e tratar HIV/AIDS.